# Râul Mihăileasca
Râul Mihăileasca este un curs de apă, afluent al râului Gurasada. 

## Hărți
- Harta județului Hunedoara
- Harta munților Apuseni